# Jean-François Court (lutte)
Pour les articles homonymes, voir Jean-François Court et Court.
Jean-François Court, né le 1er septembre 1957 à Paris, est un lutteur libre français.
Il remporte la médaille d'argent des Jeux méditerranéens de 1983 en catégorie des moins de 90 kg.
Il participe aux Jeux olympiques d'été de 1984, terminant cinquième, et aux Jeux olympiques d'été de 1988.